# ديكتاتوريون مع وقف التنفيذ: طريق ديمقراطي للعالم العربي (كتاب)
ديكتاتوريون مع وقف التنفيذ، أو «ديكتاتوريون مع وقف التنفيذ: طريق ديمقراطي للعالم العربي» أو «حوار مع فانسون جيسيه، ديكتاتوريون مع وقف التنفيذ: طريق ديمقراطي للعالم العربي» أو «ديكتاتوريون معلقون: طريق ديمقراطي للعالم العربي» هو عنوان كتاب للمفكر والسياسي التونسي والمعارض السابق لنظام بنعلي، ورئيس تونس السابق بعد الثورة التونسية، المنصف المرزوقي، صدر باللغة الفرنسية عن «منشورات أتولييه، باريس» سنة 2011 تحت عنوان: (Dictateurs en sursis, la revanche des peuples arabes)

## من حوار صحفي إلى حوار فكري
عرف المرزوقي كيف يحول لقاء صحفي إن صح التعبير إلى حوار فكري معمق من خلال هذا الكتاب، الذي هو عبارة عن حوار مطوّل بالأساس، أجراه معه الصحافي والباحث الفرنسي «فانسون جيسيه»، سنتين قبل الثورة التونسية.
يعتبر الكتاب شهادة أكاديمية وتحليل من مظور علمي، لما وصفه آنذاك للحالة التي تعيشها المنطقة، قبيل مفترق الثورات. قائلاً: «في الدول العربية، نحن نعيش حالة طوارئ مستمرة. نحن مراقبون، بشكل آلي، من طرف جيوش أفراد الشرطة، التي تغرس في الفرد الخوف، الشعور باللاأمن والإهانة. من المجحف الادعاء والقول إن هذه الشعوب تعيش في سعادة».
ويرجع المتحدث أسباب الوضع إلى تجذر بنية الديكتاتورية في المجتمع، التي يحملها مسؤولية التحولات السلبية التي تمس مختلف قطاعات الحياة «العمل، الإدارة، الحياة العادية للمواطن البسيط.. إلخ، التي يطبعها العنف والتعاسة».
.

## وصلات خارجية
- الموقع الرسمي للمنصف المرزوقي
- تحميل مؤلفات المنصف المرزوقي على موقعه الرسمي

## مقالات ذات صلة
- الانتقال الديمقراطي في تونس
- المنصف المرزوقي
- قائمة مؤلفات منصف المرزوقي
- ننتصر... أو ننتصر (كتاب)
- الديمقراطية والتنمية الديمقراطية في الوطن العربي